# Средњи Петровићи
Средњи Петровићи је насељено мјесто у општини Крупа на Уни, Република Српска, БиХ. Према попису становништва из 1991. у насељу је живјело 536 становника. На попису становништва 2013. године, према подацима Агенције за статистику Босне и Херцеговине није било становника.

## Географија
Налази се недалеко од Средњег Дубовика.

## Историја
До 31. октобра 1992. године (Сл. гласник РС 17/92) званичан назив насељеног места Средњи Петровићи је био Арапуша.

## Становништво
| Демографија | Демографија | Демографија |
| Година      | Становника  | Становника  |
| ----------- | ----------- | ----------- |
| 1948.       | 418         |             |
| 1953.       | 492         |             |
| 1961.       | 494         |             |
| 1971.       | 538         |             |
| 1981.       | 601         |             |
| 1991.       | 536         |             |